# Nadir Megdoud
Pour les articles homonymes, voir Megdoud.
Pas d'image ? Cliquez ici

a Compétitions nationales et continentales officielles uniquement.

b Matchs officiels uniquement.
Dernière mise à jour le 19 juillet 2025.
Nadir Megdoud (en arabe : نادر مقدود), né le 26 mars 1997 à Vitry-sur-Seine, est un joueur international algérien de rugby à XV qui évolue au poste d'ailier au sein de l'effectif de l'Aviron bayonnais en Top 14 depuis la saison 2023-2024. Il mesure 1,81 m pour 96 kg.

## Biographie

### Carrière en club
Nadir Megdoud né le 26 mars 1997 à Vitry-sur-Seine, s'initie au rugby au sein du Rugby Créteil Choisy. Il fait ses classes dans le centre de formation du RC Massy, puis en 2016 il s'engage avec les espoirs du CA Brive. En septembre 2017, après une très bonne préparation estivale, il signe son premier contrat professionnel qui le lie pendant trois ans au CA Brive.
Lors de la saison 2017-2018, il fait ses débuts en pro lors du match de Top 14 face à l'ASM Clermont Auvergne. L’ailier s’affirme en disputant huit matchs de Top 14 dont six en tant que titulaire, et participe également à trois rencontres de Challenge Cup. Durant cette saison, il marque deux essais lors de la 14e journée, face au leader du championnat le Montpellier HR,.
Avant de se blesser gravement au genou (rupture du ligament croisé antérieur du genou droit) face à Toulouse, il doit mettre un terme à sa saison.
A tout juste 21 ans et après 11 matches en professionnel, il met fin à sa carrière professionnelle en décembre 2018.
Le joueur déclare : « C'est un arrêt pour raisons personnelles. Le rugby professionnel ne m'intéresse plus trop. C'est un ensemble de choses. Si je dois continuer à jouer au rugby, ce sera plutôt en amateur, pour le plaisir. Mais en faire tout le temps, penser tout le temps au rugby, ce n'est pas pour moi. ».
En 2019, il reprend une carrière au niveau amateur en Fédérale 2 à Beauvais, avant d'être promu en Fédérale 1 en 2020,.
Fin juin 2021, il signe un contra professionnel d'une durée de deux ans au Rouen NR, en Pro D2.
Après huit essais inscrits en 23 matchs il s'est imposé comme un des cadres de Rouen. À la suite de ses belles performances en Pro D2 et lors de la dernière Rugby Africa Cup, Nadir Megdoud est courtisé par le Stade français.
Le 25 juillet 2022, Nadir Megdoud signe un contrat professionnel d'une durée de deux ans avec le Stade français, en Top 14,.

### Carrière internationale
Nadir Megdoud a honoré sa première cape internationale avec l'équipe d'Algérie le 20 octobre 2018 lors de la finale de la Rugby Africa Silver Cup contre la Zambie, en Zambie. L'Algérie remporte la finale 31 à 0, ce qui lui permet d'accéder à la Rugby Africa Gold Cup l'année suivante.
L'édition 2019-2020 de la Rugby Africa Cup est finalement annulée en raison de la pandémie de Covid-19.
En juillet 2021, il est de nouveau appelé en sélection par le sélectionneur Boumedienne Allam, pour participer au premier tour de la Rugby Africa Cup à Kampala, en Ouganda, contre l'équipe du Ghana et de l'Ouganda. Après une défaite 22 à 20 contre le Ghana, le XV aux deux Lions s'impose face au pays hôte 16 à 22 et se qualifie pour le Top 8 africain. Lors de ces deux rencontres, Nadir Megdoud est titulaire, et désigné homme du match face à l'Ouganda.
Il est rappelé à l'intersaison 2022 par la sélection algérienne afin de disputer la phase finale de la Coupe d'Afrique, faisant office de tournoi qualificatif de la zone Afrique pour la Coupe du monde 2023.
Titulaire, il inscrit son premier essai international le 2 juillet 2022 contre le Sénégal pour le premier match des phases finales de la Coupe d'Afrique, à Aix-en-Provence en France, victoire de l'Algérie 35 à 12.
Nadir Megdoud est désigné homme du match. Il est de nouveau titulaire et inscrit son deuxième essai international lors de la demi-finale contre le Kenya le 6 juillet 2022, défaite 36 à 33,,, et le 10 juillet contre le Zimbabwe pour le match pour la troisième place, victoire 20 à 12,.
Pour sa première participation à la Coupe d'Afrique, l'Algérie termine troisième.

## Statistiques

### En club
| Saison                 | Club                   | Championnat            | Championnat | Championnat | Championnat | Compétitions de l'EPCR                               | Compétitions de l'EPCR                               | Compétitions de l'EPCR                               | Compétitions de l'EPCR                               |
| Saison                 | Club                   | Compétition            | Matchs      | Points      | Essais      | Compétition                                          | Matchs                                               | Points                                               | Essais                                               |
| ---------------------- | ---------------------- | ---------------------- | ----------- | ----------- | ----------- | ---------------------------------------------------- | ---------------------------------------------------- | ---------------------------------------------------- | ---------------------------------------------------- |
| 2017-2018              | CA Brive               | Top 14                 | 8           | 10          | 2           | Challenge européen                                   | 3                                                    | 0                                                    | 0                                                    |
| 2018-2019              | CA Brive               | Pro D2                 | -           | -           | -           | Pas de qualification pour les compétitions de l'EPCR | Pas de qualification pour les compétitions de l'EPCR | Pas de qualification pour les compétitions de l'EPCR | Pas de qualification pour les compétitions de l'EPCR |
| Total CA Brive         | Total CA Brive         | Total CA Brive         | 8           | 10          | 2           |                                                      | 3                                                    | 0                                                    | 0                                                    |
| 2019-2020              | RC Beauvais            | Fédérale 2             | -           | -           | -           | Pas de qualification pour les compétitions de l'EPCR | Pas de qualification pour les compétitions de l'EPCR | Pas de qualification pour les compétitions de l'EPCR | Pas de qualification pour les compétitions de l'EPCR |
| 2020-2021              | RC Beauvais            | Fédérale 1             | 3           | 0           | 0           | Pas de qualification pour les compétitions de l'EPCR | Pas de qualification pour les compétitions de l'EPCR | Pas de qualification pour les compétitions de l'EPCR | Pas de qualification pour les compétitions de l'EPCR |
| Total RC Beauvais      | Total RC Beauvais      | Total RC Beauvais      | 3           | 0           | 0           |                                                      |                                                      |                                                      |                                                      |
| 2021-2022              | Rouen NR               | Pro D2                 | 23          | 40          | 8           | Pas de qualification pour les compétitions de l'EPCR | Pas de qualification pour les compétitions de l'EPCR | Pas de qualification pour les compétitions de l'EPCR | Pas de qualification pour les compétitions de l'EPCR |
| Total Rouen NR         | Total Rouen NR         | Total Rouen NR         | 23          | 40          | 8           |                                                      |                                                      |                                                      |                                                      |
| 2022-2023              | Stade français         | Top 14                 | 10          | 5           | 1           | Challenge européen                                   | 3                                                    | 5                                                    | 1                                                    |
| Total Stade français   | Total Stade français   | Total Stade français   | 10          | 5           | 1           |                                                      | 3                                                    | 5                                                    | 1                                                    |
| 2023-2024              | Aviron bayonnais       | Top 14                 | 7           | 0           | 0           | Champions Cup                                        | 3                                                    | 0                                                    | 0                                                    |
| 2024-2025              | Aviron bayonnais       | Top 14                 | 5           | 0           | 0           | Challenge européen                                   | 5                                                    | 0                                                    | 0                                                    |
| Total Aviron bayonnais | Total Aviron bayonnais | Total Aviron bayonnais | 12          | 0           | 0           |                                                      | 8                                                    | 0                                                    | 0                                                    |
| Total                  | Total                  | Total                  | 56          | 55          | 11          | Compétitions de l'EPCR                               | 14                                                   | 5                                                    | 1                                                    |

### En équipe nationale
Nadir Megdoud compte 11 cape en équipe d'Algérie depuis 2018, il a inscrit cinq essais, vint-cinq points.
- Sélections par année : 1 en 2018, 2 en 2021, 3 en 2022, 3 en 2024 et 2 en 2025.

## Palmarès
- Algérie
  - Vainqueur de la Rugby Africa Silver Cup en 2018.